# Давалос, Ричард
Ричард Давалос (англ. Richard Davalos; 5 ноября 1930 — 8 марта 2016) — американский актёр.

## Биография
Карьера Ричарда Давалоса началась в 1950-е годы. Его имя стало широко известным в 1955 году, когда он сыграл Арона в фильме «К востоку от рая», где вместе с ним снимались Джеймс Дин, Джули Харрис и Джо Ван Флит. В этом же году Ричард сыграл в фильме «Морская погоня» с Джоном Уэйном в главной роли. За роль в пьесе Артура Миллера «Воспоминание о двух понедельниках» Ричард получил престижную награду Theatre World Award.
В 1967 году он снялся с Полом Ньюманом в фильме «Хладнокровный Люк».
Дочь Ричарда Элисса и внучка Алекса стали актрисами. В частности, Алекса снималась в фильме «Хроники Риддика»
Ричард Давалос — самый встречающийся человек на обложках альбомов группы The Smiths. Его изображение использовалось для обложки их последнего студийного альбома Strangeways, Here We Come, а также сборников Best...I и ...Best II.

## Избранная фильмография
- К востоку от рая (1955) — Арон Траск
- Я умирал тысячу раз (1955) — Лон ПРейссер
- Морская погоня (1955) — Уолтер Стемме
- Хладнокровный Люк (1967) — Слепой Дик
- Герои Келли (1970) — рядовой Гутовски
- Именно так зло и приходит (1983) — мистер Кросетти